# Tina Tyler
Tina Tyler (isla de Vancouver, Columbia Británica; 16 de julio de 1965) es una actriz pornográfica retirada y directora canadiense.

## Biografía
Nacida en la Columbia Británica, Tyler vivió sus primeros años en Alemania. Trabajó como dependienta, recepcionista, modelo y estríper, en la que estuvo durante ocho años, antes de entrar en la industria del cine para adultos en 1992, cuando rodó su primera escena con Sean Michaels y Jake Corcel. Creó su nombre artístico combinando el nombre de la actriz Tina Louise y el apellido del cantante de Aerosmith Steven Tyler.
Durante su carrera, Tyler ha trabajado con numerosas productoras, entre las que se incluyen Adam & Eve, Legend Video, Leisure Time Entertainment, Hustler, Sin City, VCA Pictures, Vivid o Wicked Pictures.
Como actriz, llegó a ganar un Premio AVN en 2003 a la Mejor actuación no sexual por The Ozporns. En los mismos premios, recibió dos nominaciones a Mejor actriz de reparto en vídeo en 1995 por Big Town y en 2000 por The Devil in Miss Jones 6.
Desde 1992 a 2009, Tyler grabó como actriz porno más de 330 películas. En 1998 decidió probar suerte como directora, y hasta la fecha ha rodado 52.
En 2009 se le diagnosticó cáncer de mama. Tras un breve regreso al cine como directora, se retiró a Canadá para seguir con el tratamiento.

## Premios y nominaciones
| Año  | Ceremonia   | Resultado | Premio                                | Trabajo                             |
| ---- | ----------- | --------- | ------------------------------------- | ----------------------------------- |
| 1994 | Premios AVN | Nominada  | Mejor actriz de reparto               | Careless                            |
| 1994 | Premios AVN | Nominada  | Mejor actriz de reparto               | Juranal Park                        |
| 1995 | Premios AVN | Nominada  | Mejor actriz de reparto               | Big Town                            |
| 1996 | Premios AVN | Nominada  | Mejor actriz de reparto               | Forever Young                       |
| 1999 | Premios AVN | Nominada  | Mejor escena de sexo anal             | Love's Passion                      |
| 1999 | Premios AVN | Nominada  | Mejor escena de sexo en grupo         | Models                              |
| 2000 | Premios AVN | Nominada  | Mejor actriz de reparto               | The Devil in Miss Jones 6           |
| 2000 | Premios AVN | Nominada  | Mejor escena de sexo oral             | Tina Tyler's Favorites 1: Blow Jobs |
| 2001 | Premios AVN | Nominada  | Mejor escena de sexo lésbico en grupo | Chloe's I Came, Did You?            |
| 2003 | Premios AVN | Ganadora  | Mejor actuación no sexual             | The Ozporns                         |
| 2004 | Premios AVN | Nominada  | Mejor actuación no sexual             | The Ozporns go to Hell              |